# Viola hillii
Viola hillii W.Becker – gatunek roślin z rodziny fiołkowatych (Violaceae). Występuje naturalnie w Peru. 

## Morfologia
PokrójBylina tworząca kłącza.
LiścieBlaszka liściowa ma równowąsko podługowaty kształt. Mierzy 1,5– cm długości oraz 0,8 cm szerokości, jest całobrzega lub piłkowana na brzegu, ma stłumioną nasadę i ostry wierzchołek. Ogonek liściowy jest nagi i ma 2–4 cm długości. Przylistki są lancetowate i osiągają 1 mm długości.
KwiatyPojedyncze, wyrastające z kątów pędów. Mają działki kielicha o podługowatym kształcie. Płatki są podługowate i mają żółtą barwę, dolny płatek posiada obłą ostrogę.

## Biologia i ekologia
Rośnie na terenach skalistych. Występuje na wysokości od 4000 do 4200 m n.p.m.